# Arpiar Arpiarian
Arpiar Arpiarian (en arménien : Արփիար Արփիարեան), né le 21 décembre 1851 à Samsun (Empire ottoman) et mort assassiné le 12 février 1908 au Caire, est un écrivain, journaliste et homme politique arménien.